# Björkhagens skola

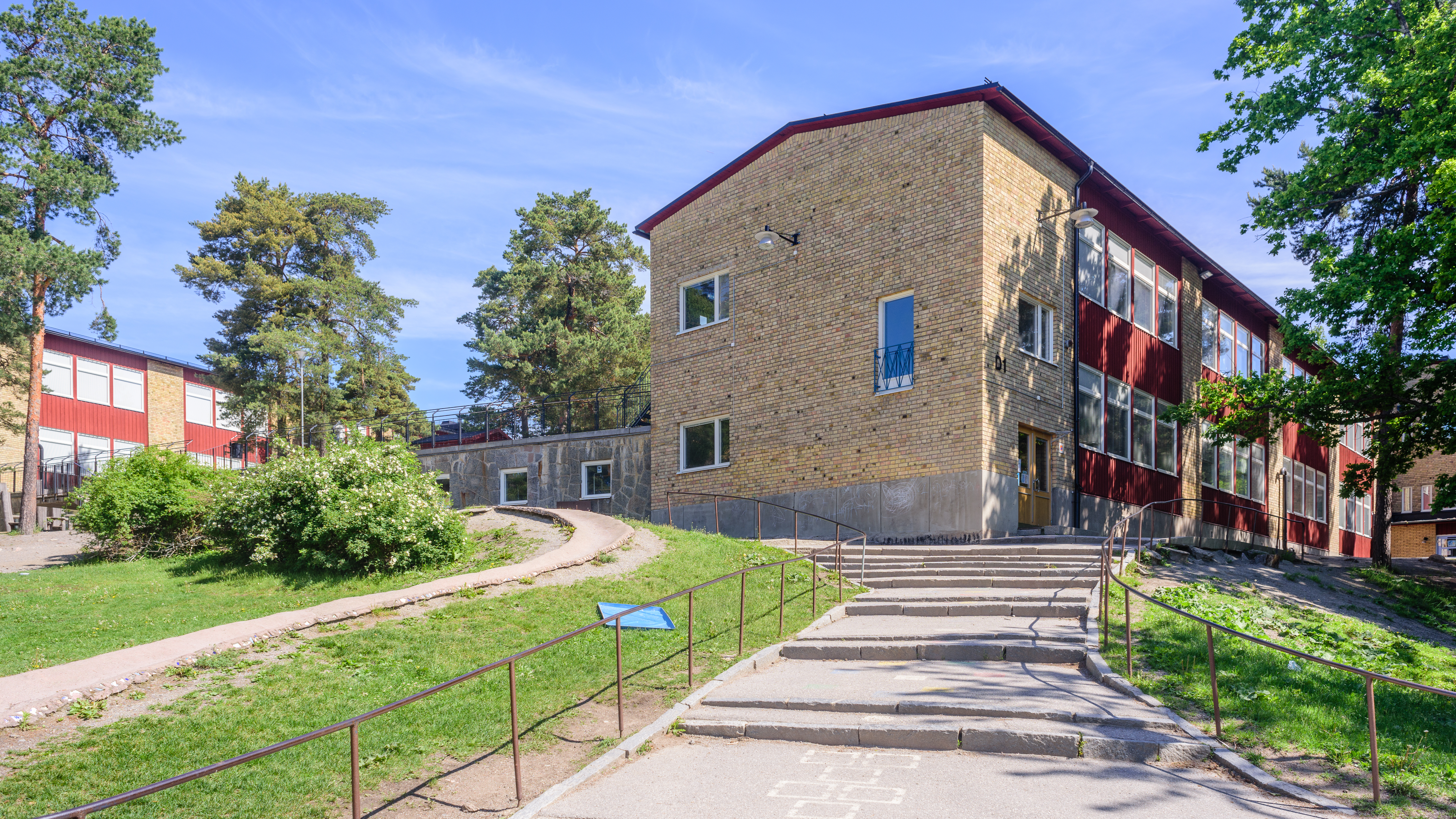
Skolan i juni 2022.

Björkhagens skola är en kommunal grundskola i Björkhagen i Stockholm. Skolan invigdes 1949 av Stockholms stad och ägs och förvaltas av Skolfastigheter i Stockholm. Skolan är belägen på en större tomt norr om Björkhagens centrum och Markuskyrkan och skolområdet gränsar i öster mot Nackareservatet. Arkitekt för skolan var Åke Lindqvist.

## Skolverksamhet

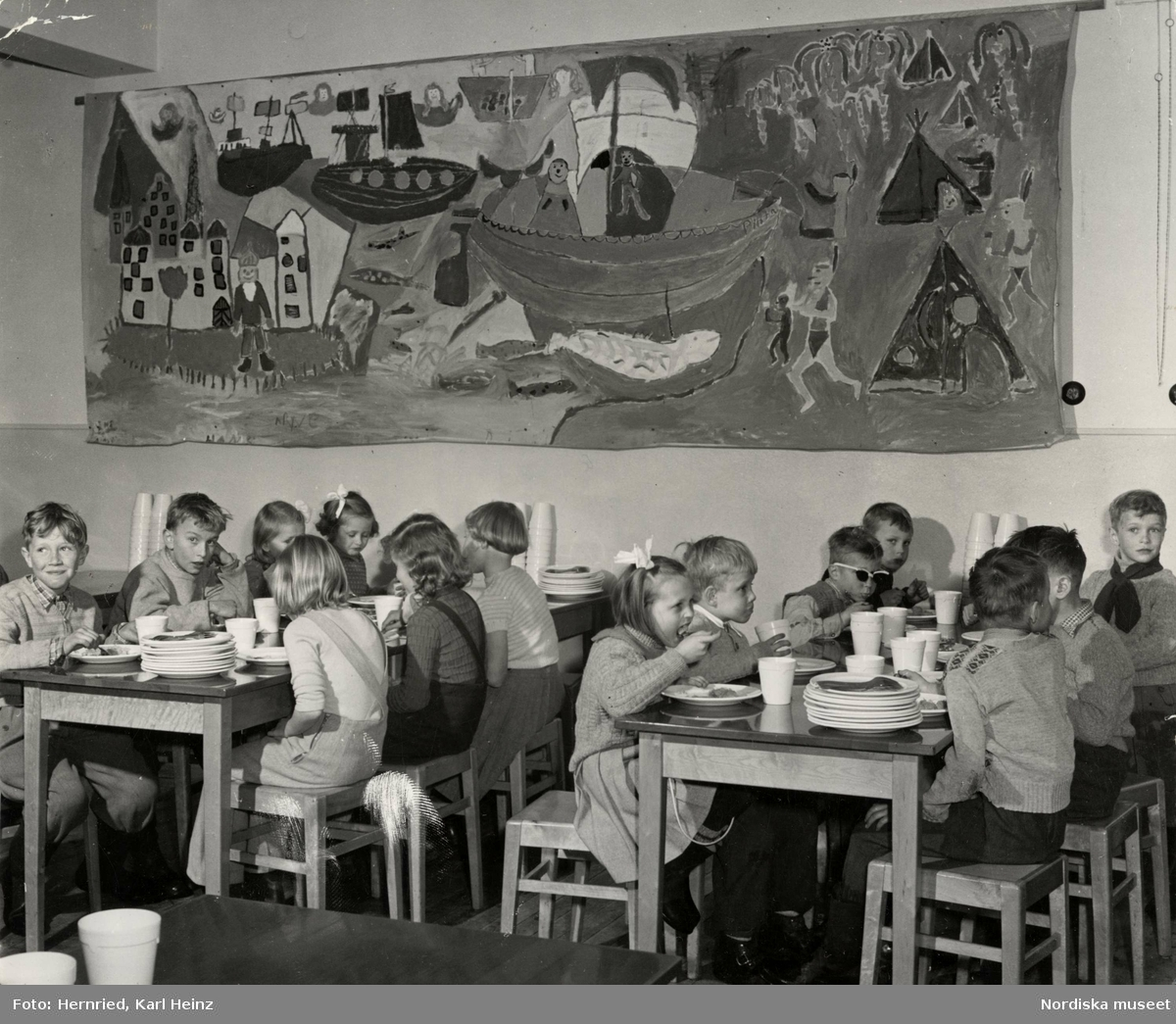
Elever i skolmatsalen.

Björkhagens skola är en kommunal grundskola med undervisning från förskoleklass till årskurs 9. Skolan hade 959 elever 2022 och tillhör Skarpnäck stadsdelsnämnd. På skolan finns även ett fritidshem.

## Byggnader
Björkhagen skola består av flera byggnader som är samlade kring en skolgård. Skolgården är uppdelad i två nivåer med sparad naturmark mellan. På den nedre skolgården finns en större yta av asfalt, betongsten och grus med ytor för bollspel. Den mindre övre skolgården har en lekplats och berghäll att klättra på. Den 25 412 kvadratmeter stora tomten gränsar delvis direkt mot skogen i Nackareservatet. Sammanlagd omfattar byggnaderna 12 722 kvadratmeter.
Byggnaderna uppfördes i gult tegel huvudsakligen 1946-1949 med mindre tillbyggnader i början av 1950-talet. Mindre kompletteringar med tillbyggnader för bland annat matsal och hissar har gjorts samt en större tillbyggnad i början av 2000-talet. Till anläggningen hör en fristående gymnastikhall liksom en tidigare vaktmästarbostad bestående av ett mindre hus med två lägenheter.
Arkitekten Åke Lindqvist ritade flera stora skolanläggningar under decennierna efter andra världskriget. Bland annat Blackebergsskolan och Nya Elementar i Stockholm liksom den uppmärksammade Katedralskolan i Växjö.

## Bilder

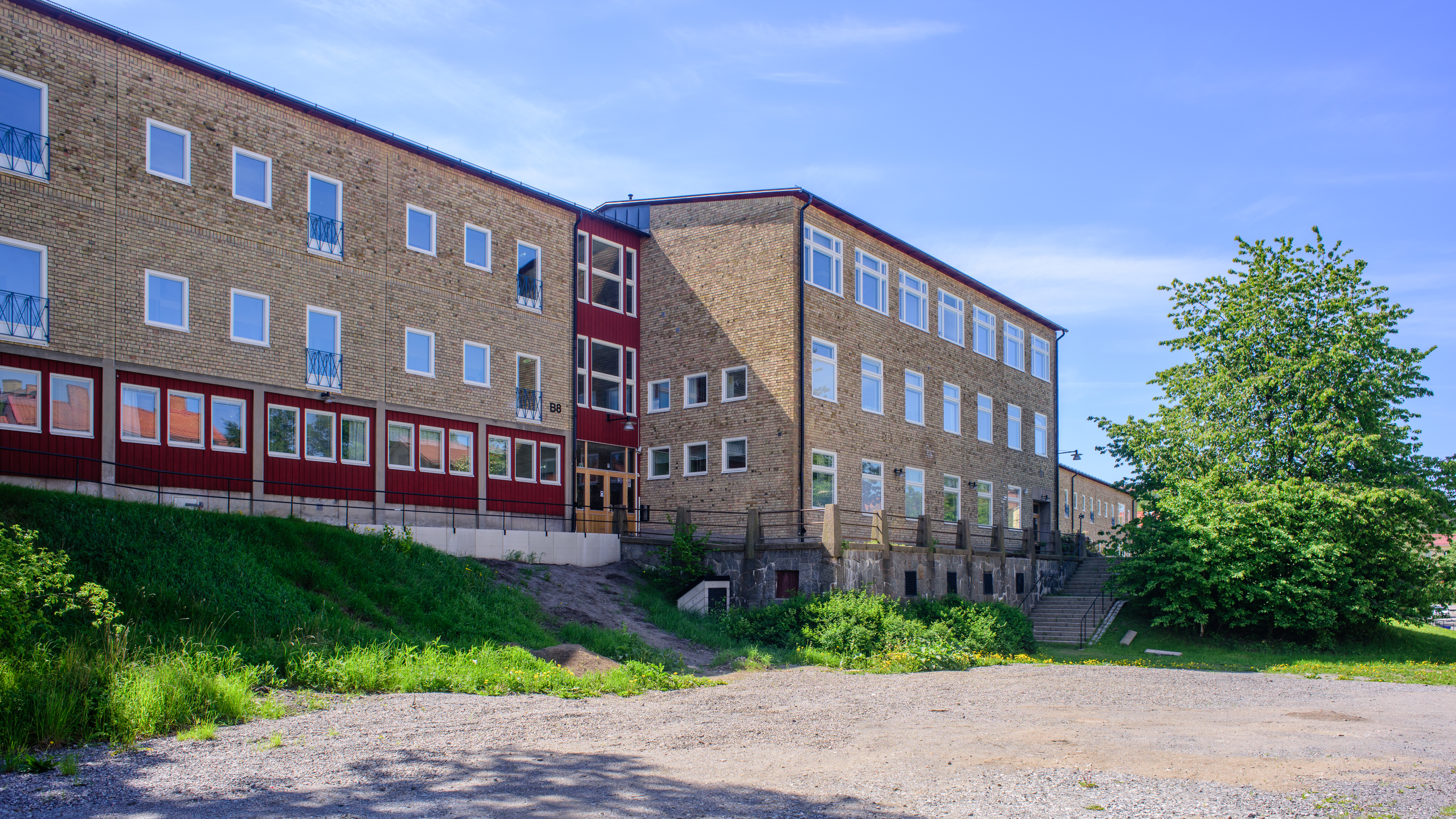
Fasad mot Karlskronavägen.
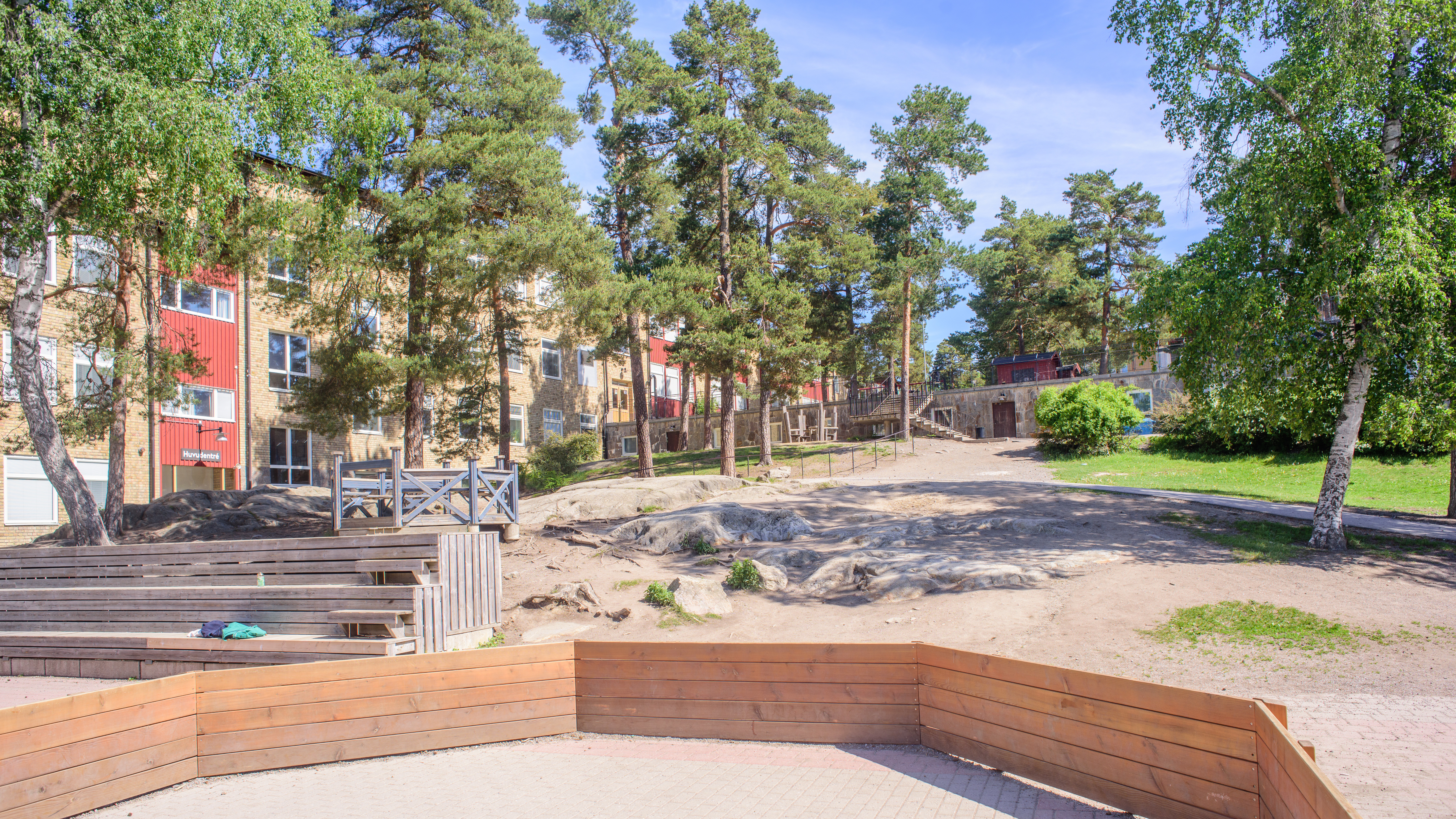
Vy från den nedre skolgården.
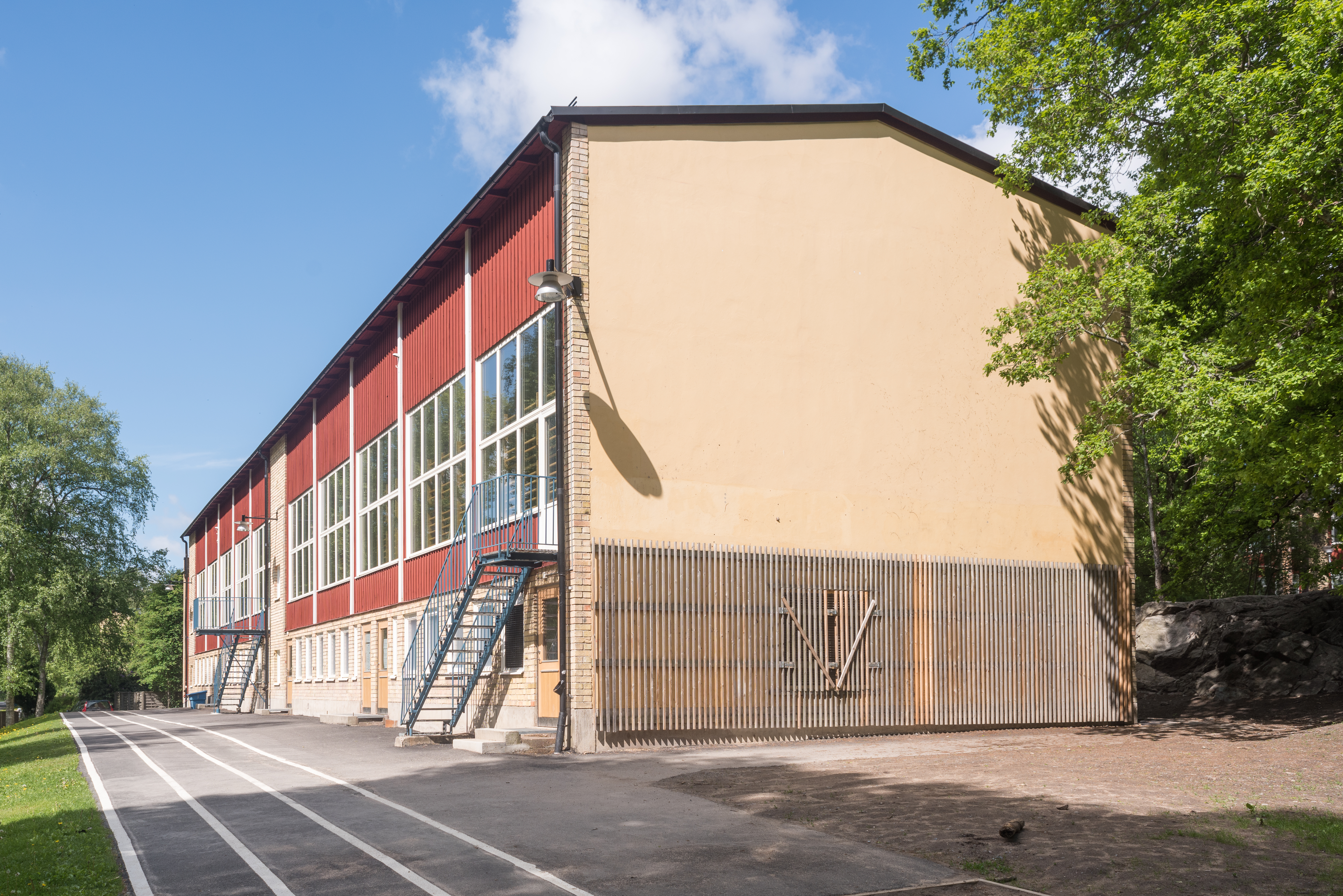
Gymnastiksalen.